# Leptolaena pauciflora
Leptolaena pauciflora là một loài thực vật có hoa thuộc họ Sarcolaenaceae.
Loài này chỉ có ở Madagascar.
Môi trường sống tự nhiên của chúng là rừngs ẩm vùng đất thấp nhiệt đới hoặc cận nhiệt đới, vùng cây bụi nhiệt đới hoặc cận nhiệt đới vùng đất cao, và vùng bờ biển cát.
Chúng hiện đang bị đe dọa vì mất nơi sống.